# Michiko Kanba
Pour les articles homonymes, voir Kanba.
Michiko Kanba (樺 美智子, Kanba Michiko, 8 novembre 1937 – 15 juin 1960) est une étudiante japonaise, militante de la Zengakuren. Elle meurt lors d'une manifestation à la porte Sud du bâtiment de la Diète nationale à Tokyo lors des manifestations contre le traité de coopération mutuelle et de sécurité entre les États-Unis et le Japon. Elle est enterrée au cimetière de Tama à Tokyo.

## Biographie
Michiko Kanba nait à Tokyo. Son père, Toshio Kanba, est sociologue, professeur à l'université Chūō.
Kanba grandit dans un foyer de la classe moyenne, chrétien ; elle entre à l'université de Tokyo en 1957 et rejoint le Parti communiste japonais en novembre de la même année. Après cela, elle devient une dirigeante de l'organisation de la nouvelle gauche The Bund et participe aux manifestations massives contre la révision du traité de coopération mutuelle et de sécurité entre les États-Unis et le Japon.
Kanba est parmi les 76 militants étudiants arrêtés lors d'un sit-in le 26 janvier 1960 à l'aéroport international de Tokyo-Haneda. Elle participe également à des manifestations autour du bâtiment de la Diète. Elle est tuée juste à l'intérieur de la porte sud du bâtiment de la Diète nationale après qu'un groupe d'étudiants a fait irruption dans le parlement et s'est heurté à la police anti-émeute. Une autopsie détermine plus tard qu'elle est décédée d'une compression thoracique et d'une hémorragie intracrânienne. La police affirme qu'elle a été renversée et piétinée à mort, tandis que les étudiants imputent sa mort à une agression physique par des policiers.
Après sa mort, ses écrits personnels et ses essais politiques sont rassemblés et publiés sous le titre Le sourire connu de personne (人しれず微笑もん) . Dans ses écrits, elle évoque sa vie et son activisme.

## Réputation et mémoire
La mort de Kanba est largement couverte par les media à l'époque et est considérée comme un symbole des manifestations de masse de 1960 contre le traité de coopération mutuelle et de sécurité entre les États-Unis et le Japon. Une caricature politique publiée dans le journal populaire Sekai un mois après la mort de Kanba représente un yakuza allumant une cigarette pour un policier alors qu'ils se tiennent tous les deux au-dessus de son cadavre, devant le bâtiment de la Diète nationale.
L'historien Nick Kapur soutient que le choc national consécutif à la mort de Kanba contribue à la démission du Premier ministre Nobusuke Kishi et à l'annulation d'une visite prévue au Japon par le président américain Dwight D. Eisenhower. Kapur dit que la mort de Kanba a été considérée comme une « triple tragédie », d'abord parce qu'elle était très jeune, ensuite parce qu'elle était étudiante dans l'université la plus prestigieuse du Japon, et troisièmement, parce qu'elle était une femme, à une époque où c'était encore nouveau pour les femmes à participer aux premières lignes des manifestations de rue. Eiji Oguma soutient que la mort de Kanba évoquait le souvenir récent des nombreux jeunes qui avaient perdu la vie pendant la Seconde Guerre mondiale. Hiroko Hirakawa considère que le statut posthume de Kanba de « jeune martyre » reflète les attentes contemporaines concernant la féminité et la maternité au sein de la classe moyenne. Chelsea Szendi Schieder soutient que la mondialisation des années 1960 a commencé au Japon avec la mort de Kanba.
Le photographe Hiroshi Hamaya a capturé les événements de la nuit où Kanba a été tuée.
Akiko Esashi a écrit une biographie en japonais sur Kanba en 2010, sous le titre Michiko Kanba : Légende d'une fille sacrée (japonais :樺美智子ー聖少女伝説).